# Сторічні дубові насадження природного походження (ділянка 12)
Сторічні дубові насадження природного походження — ботанічна пам'ятка природи місцевого значення. Пам'ятка природи розташована в Новомосковському районі Дніпропетровської області, Новомосковський військлісгосп кв. 191, діл. 12.
Площа — 1,9 га, створено у 1972 році.